# ロイ・トーマス・ベイカー
ロイ・トーマス・ベイカー（Roy Thomas Baker、1946年11月10日 - 2025年4月12日）は、イギリスの音楽プロデューサー、作曲家、編曲家、レコーディング・アカデミーの理事である。1970年代から、主にポップスとロックの分野で活躍している。

## キャリア
ロンドン北西部のハムステッドに生まれる。ベイカーは14歳の時、デッカ・レコードでキャリアを始めた。その後、音楽プロデューサーのガス・ダッジョンの影響ですぐにトライデント・スタジオに移り、ダッジョン、 トニー・ヴィスコンティ、ミック・ジャガー、キース・リチャーズ、フランク・ザッパ、ローリング・ストーンズ、デヴィッド・ボウイ、ザ・フー、ガソリン、ナザレス、サンタナ、マザーズ・オブ・インヴェンション、ビー・バップ・デラックス、フリー、T・レックスらと作業した。 
ネプチューン（トライデントのレコード会社）を共同設立した後、ベイカーはロックバンドのクイーンと出会った。彼はクイーンのアルバム『戦慄の王女』、『クイーンII』、『シアー・ハート・アタック』、『オペラ座の夜』、『ジャズ』の5タイトルをプロデュースし、彼らの最大のヒットソングの一つである「ボヘミアン・ラプソディ 」に対するグラミー賞とギネス世界記録を含む、数多くの賞を受賞している。 
ベイカーは、クイーンや他のアーティストとの成功に続き、CBS Music（コロムビア・レコード、ソニー・ミュージック、エピック・レコードなど）とマルチアルバム制作契約を結んだ。その後、彼は米国に移り、ニューヨークとロサンゼルスにRTBオーディオビジュアルプロダクションのオフィスを設立した。この時、新しいCBSとの契約に基づき、RTBはジャーニー、スターキャッスル、レジー・ナイトン（グラス・ルーツ）、イアン・ハンター、ロン・ウッド（ローリング・ストーンズ）をプロデュースした。 
ベイカーはまたこの時、エレクトラ・レコードにボストンの学校の体育館でのパフォーマンスを見るよう促された後、カーズと4枚のアルバムをプロデュースすることを約束した。アルバムはプラチナ認定を受け、カーズはグラミー賞にノミネートされた。 
彼は、管理職またはプロデューサーとして、エレクトラのA&RにおけるSVPの役職をオファーされた。つまり、クイーンやカーズとも仕事を続けながら、ザ・ワールド、リンジー・バッキンガム、モトリー・クルー、ジョー・リン・ターナー、ジョシー・コットン、ドッケンのプロデュースも受け持つことになったのだ。SVP在任中、エレクトラはメタリカ、シンプリー・レッド、イエロー、ピーター・シリング、ザ・ワールド、10,000マニアックスとも契約した。 
ベイカーは、アーティストのガンズ・アンド・ローゼズ、アリス・クーパー、フォリナー、パイロット、オジー・オズボーン、ディーヴォ、ストラングラーズ、ダスティ・スプリングフィールド、トゥ・パウ、チープ・トリック、ルイス・フューレイとも作業している。2005年、ザ・ダークネスのアルバム『ワン・ウェイ・チケット・トゥ・ヘル…アンド・バック』を、2007年にはスマッシング・パンプキンズの『ツァイトガイスト』、2008年にはストームの『When the Storm Meets the Ground』、スマッシング・パンプキンズのEP『American Gothic』、2011年にはワン・カルマの『Life Got in the Way』をプロデュースした。彼はまた、パリでアルバムに収録されることがなかったセッションに取り組んで以来、35年ぶりにイエスとの再会を果たし、2014年にアルバム『ヘヴン&アース』をプロデュースしている。
2025年4月12日、アリゾナ州のレイクハバスシティの自宅で死去。78歳没。

## 私生活
ベイカーはロサンゼルス、ヨーロッパ、アリゾナにあるRTBスタジオデュラックで生活している。彼は、エンターテインメント・エグゼクティブおよび女優のテレ・リブラノ・ベイカーと結婚している。

## 主なディスコグラフィ
ロイ・トーマス・ベイカーによるプロデュース： 
- アーノルド・コーンズ: "Man in the Middle" (1971年) ※シングル。1985年発表
- フリー: 『ファイアー・アンド・ウォーター』 (1970年)
- ナザレス: Nazareth (1971年) ※エンジニア
- ナザレス: Exercises (1972年)
- ガソリン: Gasolin' 3 (1973年)
- ガソリン: Stakkels Jim (1974年) ※英題『Poor Jim』
- クイーン: 『戦慄の王女』 (1973年) ※Roy Baker名義
- クイーン: 『クイーン II』 (1974年)
- ホークウィンド: Hall of the Mountain Grill (1974年)
- ロバート・カルヴァート: Captain Lockheed and the Starfighters (1974年)
- マン : Rhinos, Winos and Lunatics (1974年)
- トランプス: The Legendary Zing Album (1975年)
- クイーン: 『シアー・ハート・アタック』 (1974年)
- クイーン: 『オペラ座の夜』 (1975年)
- ジェット: Jet (1975年)
- ビー・バップ・デラックス: Futurama (1975年)
- ガソリン: Gas 5 (1975年)
- ルイス・フューレイ: The Humours Of (1976年)
- パイロット: 『モーリン・ハイツ』 (1976年)
- イアン・ハンター: Overnight Angels (1976年)
- ガソリン: Efter endnu en dag (1976年)
- スターキャッスル: 『神秘の妖精』 (1977年)
- スターキャッスル: 『星の要塞』 (1977年)
- ダスティ・スプリングフィールド: It Begins Again (1978年)
- カーズ: 『錯乱のドライブ』 (1978年)
- クイーン: 『ジャズ』 (1978年)
- ジャーニー: 『インフィニティ』 (1978年)
- ジャーニー: 『エヴォリューション』 (1979年)
- イエス: 「パリ・セッション」 別名 『ドラマ』 Golden Age セッション (1979年; リリースされず)
- ロン・ウッド: 『ギミ・サム・ネック』 (1979年)
- カーズ: 『キャンディ・オーに捧ぐ』 (1979年)
- フォリナー: 『ヘッド・ゲームス』 (1979年)
- アリス・クーパー: Flush the Fashion (1980年)
- カーズ: 『パノラマ』 (1980年)
- カーズ: 『シェイク・イット・アップ』 (1981年)
- 『ヘヴィ・メタル』: 映画サウンドトラック (1982年)
- チープ・トリック: 『ワン・オン・ワン』 (1982年)
- ディーヴォ: 『オー・ノー!イッツ・ディーヴォ』 (1982年)
- 『初体験/リッジモント・ハイ』: 映画サウンドトラック (1982年)
- モトリー・クルー: 『華麗なる激情』 (1982年)
- エスピオナージ: "Espionage" (1983年)
- ジョー・リン・ターナー: 『レスキュー・ユー』 (1985年)
- ジョン・アンダーソン: 『スリー・シップス』 (1985年)
- 『アメリカン・アンセム』: 映画サウンドトラック (1986年)
- トゥ・パウ: Bridge of Spies (1987年) ※アメリカ盤は『T'Pau』
- スレイド: 『ボーイズ・メイク・ビッグ・ノイズ』 (1987年)
- オジー・オズボーン: 『ノー・レスト・フォー・ザ・ウィケッド』 (1988年)
- ストラングラーズ: 10 (1989年)
- クリス・デ・バー: Spark to a Flame (1990年)
- シャイ: Misspent Youth (1990年)
- デンジャラス・トイズ: Hellacious Acres (1991年)
- ストラングラーズ: All Twelve Inches (1992年)
- 『ウェインズ・ワールド』: 映画サウンドトラック (1992年)
- Local H: Pack Up the Cats (1998年)
- Caroline's Spine: "Attention Please" (1999年)
- ザ・ダークネス: 『ワン・ウェイ・チケット・トゥ・ヘル…アンド・バック』 (2005年)
- スマッシング・パンプキンズ: 『ツァイトガイスト』 (2007年)
- 『トランスフォーマー』: 映画サウンドトラック (2007年)
- ザ・ストーム: Where The Storm Meets The Ground (2008年)
- スマッシング・パンプキンズ: American Gothic (2008年) ※EP
- Skysaw (ジミー・チェンバレン): Great Civilization (2010年)
- Maximilian Is King Featuring Arthur Lynn and Nick Fowler: "Songs To Kill Yourself With" (2012年)
- イエス: 『ヘヴン&アース』 (2014年)

## 関連事項
- Category:ロイ・トーマス・ベイカーがプロデュースしたアルバム
- Category:ロイ・トーマス・ベイカーがプロデュースした曲